# 아랍 마그레브 연합

아랍 마그레브 연합 회원국

아랍 마그레브 연합(아랍어: اتحاد المغرب العربي, 프랑스어: Union du Maghreb arabe, 약칭 UMA)은 1989년에 설립된 마그레브 5개국 리비아, 튀니지, 알제리, 모로코, 모리타니의 지역 협력체로, 모로코 라바트에 본부를 두고 있다.

## 면적
북부 아프리카에 소재한 회원국들의 면적을 모두 합쳐서 6,045,991Km² 정도이다.

## 상세
북아프리카 지역에서의 공동체 논의는 1988년에 처음 시작되었다. 이후 마그레브 지역 5개 국가들이 정상회담을 통해서 아랍 마그레브 연합을 1989년에 설립하였으며, 아프리카 중에서도 북부 아프리카 지역의 국가들이 모여서 결성한 지역 협력체다. 2012년을 기준으로 1인당 GDP는 평균 6,500달러, 인구 8,000만 명의 상당한 규모의 신흥시장이다. 걸프 협력 회의처럼 높은 수준의 경제 공동체로서의 발전 가능성이 없지는 않으나. 서사하라 공화국을 둘러싼 모로코와 알제리의 갈등으로 인해서 논의 자체가 지지부진한 상태이다. 실제로 1994년 이후 아랍 마그레브 연합 차원에서의 정상회담은 이루어지고 있지 않으며, 튀니지의 이니셔티브를 통해 제도적 차원에서의 협력을 모색하고 있다.

## 회원국
| 회원국   | 면적         | 면적비율 | 수도     | 가입   |
| -------- | ------------ | -------- | -------- | ------ |
| 리비아   | 1,759,540Km² | 29.1%    | 트리폴리 | 1989년 |
| 튀니지   | 163,610Km²   | 2.7%     | 튀니스   | 1989년 |
| 알제리   | 2,381,741Km² | 39.4%    | 알제     | 1989년 |
| 모로코   | 710,850Km²   | 11.7%    | 라바트   | 1989년 |
| 모리타니 | 1,030,700Km² | 17%      | 누악쇼트 | 1989년 |

## 같이 보기
- 아프리카 경제 공동체
- 아랍 연맹
- 동남아프리카 공동시장
- 아프리카 연합
- 지중해 연합